# Premio Ernst von Siemens
El Premio Siemens, nombre completo Premio de Música Ernst von Siemens (en alemán, Ernst von Siemens Musikpreis ) es un premio internacional de música que concede anualmente la Academia Bávara de Bellas Artes («Bayerische Akademie der Schönen Künste»), en nombre de la Fundación Ernst von Siemens para la Música («Ernst von Siemens Musikstiftung»), y que honra a un compositor, intérprete o musicólogo que haya hecho una contribución distinguida al mundo de la música.
La fundación fue creada por Ernst von Siemens (1903-1990) en 1972, en memoria de su abuelo, el industrial Werner von Siemens. Conocido como el Premio Nobel de la Música, el galardón ha ido incrementando su presencia internacional con los años y se acompaña con un cheque de 200 000 € desde 2007 (150 000 € hasta 2006). Además, la fundación realiza muchas ayudas a festivales, conciertos, instituciones musicales, jóvenes músicos e intérpretes, por una cuantía total de 2,3 millones de euros. Entre estas ayudas, destaca también un premio a los jóvenes compositores por una de sus obras, conocido como «Composers Prize».
En 2006, el premio fue entregado el 12 de mayo en Viena al pianista y director de orquesta Daniel Barenboim. El discurso fue pronunciado por Pierre Boulez, antiguo galardonado. En 2007, el premiado fue el compositor inglés Brian Ferneyhough que lo recibió el 3 de mayo en el Kammerspiele Theaterment de Múnich. La ceremonia de 2008, el 24 de abril en el mismo teatro, premió a Anne-Sophie Mutter.

## Lista de Premiados Ernst von Siemens
| - 1974 - Benjamin Britten - 1975 - Olivier Messiaen - 1976 - Mstislav Rostropovitch - 1977 - Herbert von Karajan - 1978 - Rudolf Serkin - 1979 - Pierre Boulez - 1980 - Dietrich Fischer-Dieskau - 1981 - Elliott Carter - 1982 - Gidon Kremer - 1983 - Witold Lutosławski - 1984 - Yehudi Menuhin - 1985 - Andrés Segovia - 1986 - Karlheinz Stockhausen - 1987 - Leonard Bernstein - 1988 - Peter Schreier - 1989 - Luciano Berio - 1990 - Hans Werner Henze - 1991 - Heinz Holliger - 1992 - H. C. Robbins Landon, uno de los mejores biógrafos de Mozart - 1993 - György Ligeti - 1994 - Claudio Abbado | - 1995 - Sir Harrison Birtwistle - 1996 - Maurizio Pollini - 1997 - Helmut Lachenmann - 1998 - György Kurtág - 1999 - Cuarteto Arditti - 2000 - Mauricio Kagel - 2001 - Reinhold Brinkmann - 2002 - Nikolaus Harnoncourt - 2003 - Wolfgang Rihm - 2004 - Alfred Brendel - 2005 - Henri Dutilleux - 2006 - Daniel Barenboim - 2007 - Brian Ferneyhough - 2008 - Anne-Sophie Mutter - 2009 - Klaus Huber - 2010 - Michael Gielen - 2011 - Aribert Reimann - 2012 - Friedrich Cerha - 2013 - Mariss Jansons - 2014 - Peter Gülke - 2015 - Christoph Eschenbach - 2016 - Per Nørgård - 2017 - Pierre-Laurent Aimard - 2018 - Beat Furrer - 2019 - Rebecca Saunders - 2020 - Tabea Zimmermann |  |

## Lista de Compositores (premiados por una de sus obras)
- 1990 - Michael Jarrell y George López.
- 1991 - Herbert Willi.
- 1992 - Beat Furrer y Benedict Mason.
- 1993 - Silvia Fōmina y Param Vir.
- 1994 - Hans Jürgen von Bose, Marc-André Dalbavie y Luca Francesconi.
- 1995 - Gerd Kühr y Philippe Hurel.
- 1996 - Volker Nickel y Rebecca Saunders.
- 1997 - Moritz Eggert y Mauricio Sotelo.
- 1998 - Antoine Bonnet y Dr. Claus-Steffen Mahnkopf.
- 1999 - Thomas Adès y Olga Neuwirth.
- 2000 - Hanspeter Kyburz, Augusta Read Thomas y Andrea Lorenzo Scartazzini.
- 2001 - Isabel Mundry, André Werner y José María Sánchez-Verdú.
- 2002 - Marc André, Jan Müller-Wieland y Charlotte Seither.
- 2003 - Chaya Czernowin, Christian Jost y Jörg Widmann.
- 2004 - Fabien Lévy, Johannes Maria Staud y Enno Poppe.
- 2005 - Sebastian Claren, Philipp Maintz y Michel van der Aa.
- 2006 - Jens Joneleit, Alexander Muno y Athanasia Tzanou.
- 2007 - Vykintas Baltakas y Markus Hechtle
- 2008 - Dieter Ammann, Márton Illés y Wolfram Schurig
- 2009 - Francesco Filidei, Miroslav Srnka y Lin Yang
- 2010 - Pierluigi Billone, Arnulf Hermann y Oliver Schneller
- 2011 - Steven Daverson, Hector Parra y Hans Thomalla
- 2012 - Luke Bedford, Zeynep Gedizlioglu y Ulrich Alexander Kreppein
- 2013 - David Philip Hefti, Samy Moussa y Marko Nikodijevic